# طوبينيات العالم الجديد
طوبينيات العالم الجديد (الاسم العلمي: Scalopinae)، هي واحدة من ثلاث أسر تتبع فصيلة الطوبينيات. وتحتوي على خمسة أنواع أربعة منها أحادية الطراز.

## الأجناس
- جنس طوبين نجمي الأنف (الاسم العلمي: Condylura) "أحادي الطراز"
- جنس الطوبين الشرقي (الاسم العلمي: Scalopus) "أحادي الطراز"
- جنس طوبين غرب أمريكا الشمالية (الاسم العلمي: Scapanus)
- جنس طوبين شعري الذيل (الاسم العلمي: Parascalops) "أحادي الطراز"
- جنس طوبين غانزو (الاسم العلمي: Scapanulus) "أحادي الطراز"